# Werner Bardenhewer

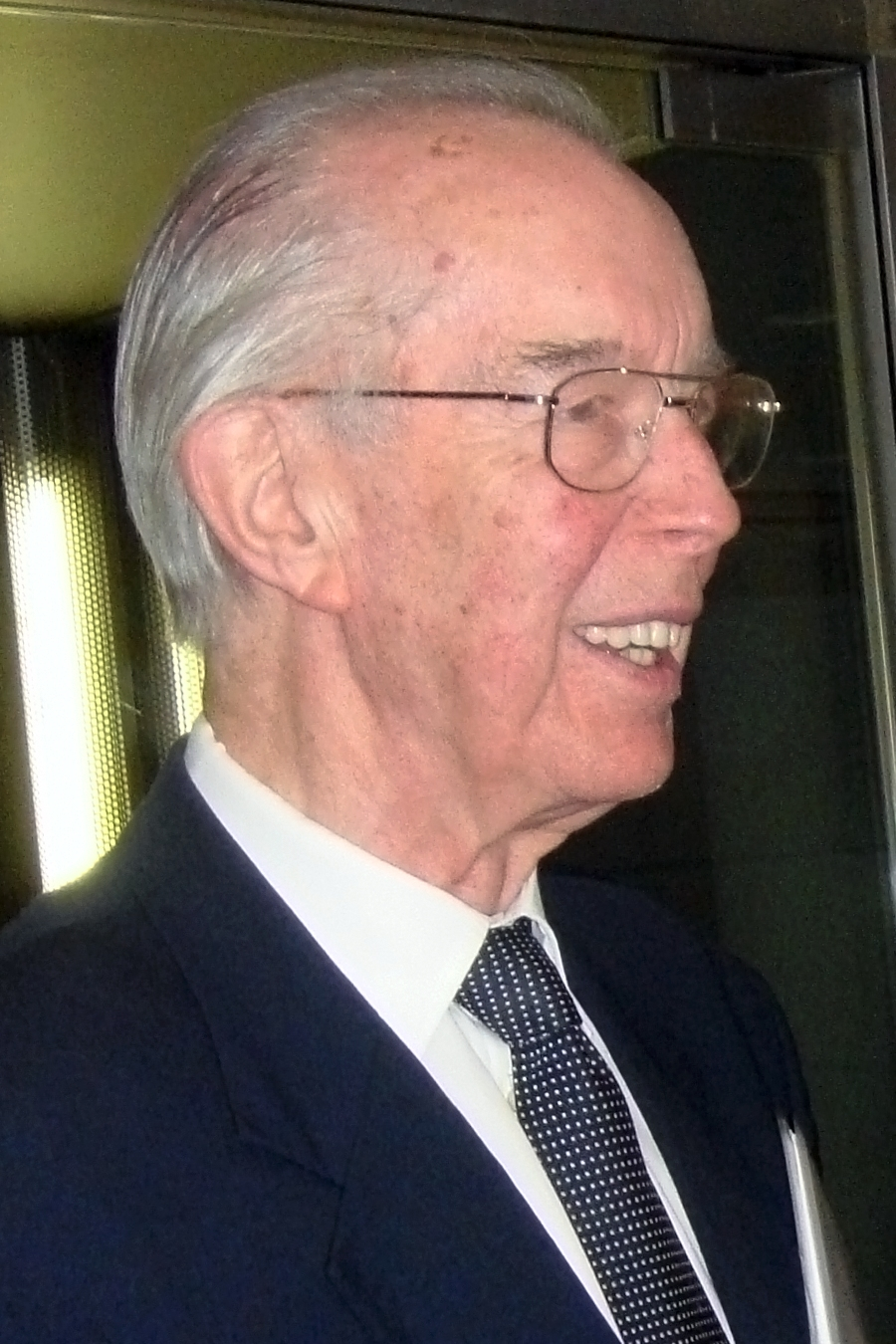
Werner Bardenhewer (2012)

Werner Bardenhewer (* 30. Januar 1929 in Arnsberg; † 10. April 2019 in Wiesbaden) war ein deutscher katholischer Priester. Er war von 1974 bis 1996 Stadtdekan von Wiesbaden und Pfarrer der zentralen Kirche St. Bonifatius. Anschließend wirkte er zwei Jahre als Spiritual im Kloster Eibingen. 1999 gründete er den Freundeskreis Wiesbaden der africa action, die sich in Ländern der Sahelzone für bessere medizinische Versorgung und Ausbildung einsetzt. Er erhielt 2016 die höchste Auszeichnung von Burkina Faso.

## Leben
Joseph Werner Bardenhewer wurde 1929 in Arnsberg geboren. Er zog mit seiner Familie 1937 nach Wiesbaden, wo er das humanistische Gymnasium Diltheyschule besuchte. Er studierte an der Philosophisch-Theologischen Hochschule Sankt Georgen und in Freiburg in der Schweiz. Am 8. Dezember 1955 wurde er in Limburg zum Priester geweiht.
Ab 1956 wirkte er als Kaplan in Nauort. 1959 wurde er in die Bistumsverwaltung berufen, wo er als Diözesansekretär im Sozialreferat arbeitete. Ab 1962 war er Priester für die Berufsschule in Wiesbaden. Er wurde 1967 Vikar in der Wiesbadener Gemeinde St. Andreas und 1968 dort Gemeindepfarrer. Außerdem war er 1971 bis 1974 Dekan des Bezirks Wiesbaden-Mitte.
Bardenhewer wurde 1974 Gemeindepfarrer in Wiesbadens zentraler katholischer Kirche St. Bonifatius und damit gleichzeitig Stadtdekan von Wiesbaden. Während seiner Amtszeit bis zum 31. Januar 1996 setzte er sich für soziale Aufgaben in der Pfarrei und darüber hinaus ein. Er bemühte sich um eine Vertiefung des Glaubens in den Gottesdiensten und der Aktion „Aufbruch“ und förderte den geistlichen Austausch in den vielen Gruppen innerhalb der Gemeinde. Geprägt durch den Aufbruch durch das Zweite Vatikanische Konzil, nannte er das neue Gemeindehaus Roncalli-Haus nach Papst Johannes XXIII. Er war Vorsitzender des lokalen Caritasverbandes sowie im Verwaltungsrat des St. Josefs-Hospitals. Im Ruhestand ab 1996 wirkte er zwei Jahre als Seelsorger im Kloster Eibingen in Rüdesheim, das Hildegard von Bingen gegründet hatte.

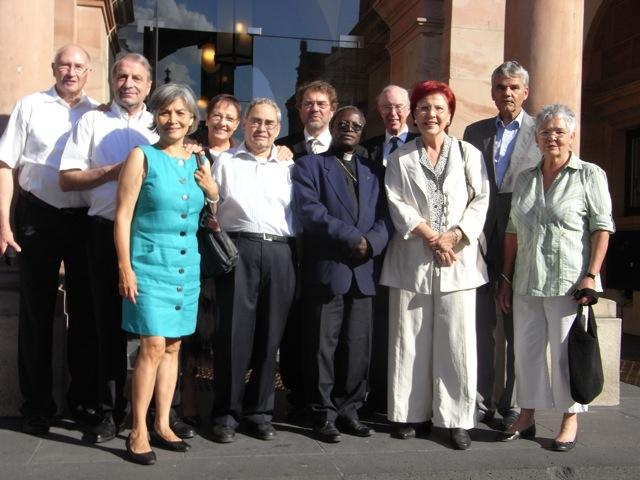
Bardenhewer (4. von rechts) zwischen Bischof Ambroise Ouédraogo aus Maradi, Niger und Heidemarie Wieczorek-Zeul mit Vorstandsmitgliedern der africa action in Wiesbaden, 2011

Nach seiner Rückkehr nach Wiesbaden gründete er 1999 eine Wohltätigkeitsorganisation, den Freundeskreis Wiesbaden der africa action / Deutschland, die sich vor allem in Ländern der Sahelzone um die Bekämpfung von Blindheit und verbesserte Ausbildung einsetzt. Den Impuls gab ein von Bardenhewer betreuter lebenslänglich Inhaftierter, der erfahren hatte, dass in Afrika eine Operation für nur 30 DM einem Blinden das Augenlicht schenken konnte. Unterstützt von der Caritas schloss Bardenhewer die Wiesbadener Gruppe der bereits bestehenden ghana action an. Der Freundeskreis Wiesbaden ermöglichte den Bau von fünf Krankenhäusern in Burkina Faso, Mali und Niger und finanzierte die Ausbildung junger Menschen zu Optikern und Augenärzten. Die fünfte Klinik in Mopti, Mali, wurde 2011 nach Bardenhewer benannt: „Centre ophtalmologique Père Joseph Werner Bardenhewer“. Er war 2018 Herausgeber der Übersetzung eines französischsprachigen Buchs von Philippe Ouédraogo, dem ersten Kardinal aus Burkina Faso, auf Deutsch Gott allein genügt.
Bardenhewer reiste mehrfach nach Westafrika, um unmittelbar mit den unterstützten Organisationen verbunden zu sein, zum Beispiel 2018 in Burkina Faso. Er ist dort als Père Joseph bekannt. 2016 wurde er von Burkina Faso als „Ritter des Nationalordens“ geehrt. Seinen 90. Geburtstag feierte er in einem Kloster in Burkina Faso, als Teil einer Projektreise. Am 24. Februar zelebrierte er einen Dankgottesdienst in der Kirche Mariä Heimsuchung in Wiesbaden-Dotzheim.
Werner Bardenhewer starb im April 2019 im Alter von 90 Jahren in einem Krankenhaus in Wiesbaden. Eine Auferstehungsmesse wurde am 23. April gehalten, gefolgt von der Beisetzung auf dem Wiesbadener Südfriedhof durch Johannes zu Eltz.